# أنور حدوير
أنور حدوير (بالهولندية: Anouar Hadouir)‏ (14 سبتمبر 1982 بسيرتوخيمبوس في هولندا - ) هو لاعب كرة قدم هولندي في مركز الهجوم. لعب مع ألمانيا آخن ورودا ياي سي وفيلم تو تيلبورغ ونادي المغرب التطواني وناك بريدا.

## وصلات خارجية
- أنور حدوير على موقع الاتحاد الأوربي (الإنجليزية)
- أنور حدوير على موقع قاعدة بيانات كرة القدم.إي يو (الإنجليزية)
- أنور حدوير على موقع Soccerway.com (الإنجليزية)
- أنور حدوير على موقع عالم كرة القدم.نت (الإنجليزية)